# Találkozás egy régi szerelemmel (CD-album)
A Találkozás egy régi szerelemmel Kovács Katinak 2011-ben megjelent gyűjteményes BOX-SET első albuma. Kovács Kati harmincadik albuma. A négy CD-lemezből álló album a Redare's Digest kiadásában az RM-CD11095-1-4 azonosítót viseli. Az alábbi lista az első lemez tartalmát közli.

## Dalok
A CD-lemez címe: A régi ház körül
1. Gábor S. Pál-Szenes Iván: Találkozás egy régi szerelemmel ISWC: T-007.004.406-2[* 2]
2. Szenes Iván-Koncz Tibor: Ha legközelebb látlak ISWC: T-007.006.108-3
3. Aldobolyi Nagy György-Szenes Iván: A régi ház körül ISWC: T-007.001.346-5
4. Szenes Iván-Koncz Tibor: Nálad lenni újra jó lenne ISWC: T-007.175.163-7
5. ifj. Kalmár Tibor-Wolf Péter: Most kéne abbahagyni ISWC: T-007.005.516-1
6. Gábor S. Pál-Szenes Iván: Úgy szeretném meghálálni ISWC: T-007.174.869-0
7. Carlo Pes, Franco Migliacci, Italo Nicola Greco, Jimmy Fontana - Vándor Kálmán: Mit remélsz? (Che sarà? ISWC: T-005.001.072-4)
8. Pasquale Losito, Sam Ward, Salvatore Cutugno, Vito Pallavicini - Bradányi Iván: Indián nyár (Africa ISWC: T-005.001.005-3) (L'été Indien ISWC: T-901.718.586-3)[* 3]
9. Claudio Mattone, Franco Migliacci - Vándor Kálmán: Jaj, de hideg van (Ma che freddo fa ISWC: T-005.008.356-1)
10. Sztevanovity Dusán-Schöck Ottó: A festő és a fecskék ISWC: T-007.008.831-1
11. Alan Bergman - Marilyn Bergman, Michel Legrand- Bradányi Iván: Egy nyáron át... (The Summer Of Knows; Love Theme From Summer '42 ISWC: T-070.141.354-8)
12. Claude Morgan - Vándor Kálmán: Egy hamvas arcú kisgyerek (El bimbo ISWC: T-003.020.360-1)
13. Aldobolyi Nagy György- Tóth Bálint: Hull a hó a kéklő hegyeken ISWC: T-007.031.112-4
14. Hajnal István-Gyulai Gaál János: Nem leszek a játékszered T-007.168.808-8
15. Armando Ambrosino, Gaetano Savio - Vándor Kálmán: Bolond az én szívem (Coure matto ISWC: T-005.669.672-0)
16. Szenes Iván-Koncz Tibor: Az én időm ISWC: T-007.175.162-6
17. Sülyi Péter-Koncz Tibor: Búcsú ISWC: T-007.006.103-8
18. Bágya András-Szenes Iván: Én igazán szerettelek ISWC: T-007.002.470-2
19. Cristiano Malgioglio, Claudio Daiano - Vándor Kálmán: Légy mással boldogabb (Ciao cara come stai? ISWC: T-005.009.614-4)
20. Daniele Pace, Lorenzo Pilat, Mario Panzeri - Vándor Kálmán: Rózsák a sötétben (Rose nel buio SWC: T-005.008.803-3)
21. Franco Califano, E. J. Wright, Giuseppe Faiella (Peppino di Capri)- Vándor Kálmán: Egy nagy szerelem (Un grande amore e niente più ISWC: T-005.005.029-7)

Második lemez: Rock and Roller (Kovács Kati-album) 

## Közreműködők
- Kovács Kati
- Koncz Tibor
- Gemini együttes (4, 12)
- Stúdió 11
- Universal együttes (16)
- V’73 (17)
- Magyar Rádió Szimfonikus zenekara
- Táncdalfesztivál Vonós Zenekara